# Manasses I van Guînes
Manasses I van Guînes (circa 1075 - Anderne, 18 december 1137) was van 1091 tot aan zijn dood graaf van Guînes.

## Levensloop
Manasses was de oudste zoon van graaf Boudewijn I van Guînes en diens echtgenote Adelheid, dochter van graaf Floris I van Holland. In 1091 volgde hij zijn vader op als graaf van Guînes. Hij stond ook bekend onder de naam Robert, aangezien zijn peetvader graaf Robrecht I van Vlaanderen was.
Als graaf van Guînes schafte hij de wetten af die zijn overgrootvader Rudolf I had ingevoerd: de wet die de wapendracht voor boeren verbood, de wet die een jaarlijkse belasting van één stuiver invoerde voor elk individu zonder onderscheid van leeftijd, geslacht of rang en de wet die een belasting van vier stuivers invoerde voor iedere bruiloft en begrafenis.   
Net als zijn vader voerde Manasses een vete met heer Arnulf II van Ardres. Nadat de twee zich hadden verzoend, gingen ze in 1096 op bedevaart naar Palestina. In 1117 stichtte hij samen met zijn echtgenote de Saint-Léonardabdij van Guînes, bestemd voor zusters uit de orde der benedictijnen.
In 1137 stierf hij in de Abdij van Anderne, nadat hij al enkele jaren invalide was. Omdat zijn dochters reeds waren overleden, werd hij als graaf van Guînes opgevolgd door zijn kleindochter Beatrix van Bourbourg.

## Huwelijk en nakomelingen
Manasses huwde na interventie van koning Willem II van Engeland met Emma (1080-1140), dochter van heer Robert van Tancarville. Ze kregen twee dochters:
- Sibylla (1110-1137), huwde met burggraaf Hendrik van Bourbourg (1115-1168)
- Adelheid (overleden in 1127), huwde met heer Peter van Maule

Ook had hij een buitenechtelijke dochter.